# 호넷 스타디움
호넷 스타디움(Hornet Stadium)은 미국 캘리포니아주 새크라멘토에 소재했던 미식 축구 경기장이다. 과거 CFL 새크라멘토 골든 마이너즈의 홈경기장으로 사용했다.